# Правила гри (фільм)
Правила гри (англ. The Maker) — американський трилер 1997 року.

## Сюжет
Джош — учень коледжу, проживає з прийомними батьками, вечорами здійснює дрібні злочини разом зі своїми друзями. Раптово повертається його старший брат Волтер, який поїхав 10 років тому. Він пропонує Джошу зайнятися серйозною справою і бере його у свою банду, що займається крадіжками.

## У ролях
| Актор                 | Роль             |
| --------------------- | ---------------- |
| Метью Модайн          | Волтер Шмейсс    |
| Мері-Луїз Паркер      | офіцер Емілі Пек |
| Джонатан Ріс-Маєрс    | Джош Майнел      |
| Файруза Балк          | Белла Сотто      |
| Майкл Медсен          | Скарні           |
| Джессі Боррего        | Феліче А. Беато  |
| Кейт Макгрегор-Стюарт | мати Майнела     |
| Лоуренс Прессман      | батько Майнела   |
| Джефф Кобер           | Рубікон Безікю   |
| Метью Девід Джеймс    | Айк              |
| Марк Ворден           | Саймон           |